# Alexandre Désilets
Alexandre Désilets (né le 1er février 1975 à Gatineau) est un auteur-compositeur-interprète montréalais, originaire de l'Outaouais.

## Biographie
Alexandre Désilets commence sa carrière de chanteur en 2006, en remportant le tremplin du Festival international de la chanson de Granby (FICG). Son premier opus, "Escalader l’ivresse", paru en 2008, récolte plusieurs prix dont quatre nominations au Gala de l'Adisq et une nomination au Gala alternatif de la musique indépendante du Québec. Il est également nommé Révélation de l’année Radio-Canada musique. En 2009, il reçoit le prix Félix-Leclerc de la chanson et le Grand prix de la relève musicale Archambault. S'ensuit une tournée de deux ans le menant dans de nombreux festivals tels que les FrancoFolies de Montréal en 2008 et 2009, les Francofolies de Larochelle en 2010, Pop Montreal, Coup de cœur francophone, Festival Montréal en lumière.
En 2014, l'album Fancy Ghetto est nommé au Gala de l'Adisq dans la catégorie album pop de l'année.

## Discographie

### Albums et EPs
2008 - Escalader l'Ivresse (Maisonnette)
2010 - La Garde (Maisonnette)
2014 - Fancy Ghetto (Indica Records)
2016 - Windigo
2019 - Extravaganza (EP)
2020 - Down de nos high (EP)
2021 - Les gens heureux
2024 - Jardin Dead End